# Sam Schachter
Sam Schachter (* 8. Mai 1990 in Richmond Hill, Ontario) ist ein kanadischer Beachvolleyballspieler.

## Karriere
Nach seiner Ausbildung am Westmount Collegiate Institute in Thornhill studierte Schachter an der Wilfrid Laurier University in Waterloo. 2008 erreichte er mit Rex Fenton bei der U19-Weltmeisterschaft in Den Haag den 17. Platz und 2009 wurde er mit Steve Marshall bei der U21-WM in Blackpool Neunter. 2010 wurde er bei den NORCECA-Turnieren in Chiapas mit Cameron Wheelan und in Puerto Rico mit Ray Sewell jeweils Vierter. Anschließend gewann er mit Garrett May im Finale gegen die Brasilianer Filho/Felipe die U21-Weltmeisterschaft in Alanya.
Von 2011 an war Maverick Hatch sein Partner. Beim NORCECA-Turnier in Guatemala-Stadt wurden Schachter/Hatch Fünfte. Ihren ersten gemeinsamen Auftritt auf der FIVB World Tour hatten sie bei den Brasília Open. Mit dem neunten Rang in Québec erreichten sie ihr bestes Ergebnis. 2012 erreichten sie das Finale des NORCECA-Turniers auf Grand Cayman. Bei ihren sechs Turnierteilnahmen auf der World Tour 2012, darunter die Grand Slams in Shanghai, Peking und Moskau erzielten sie hingegen keine vorderen Platzierungen. 2013 spielte Schachter noch drei FIVB-Turniere mit Hatch, wobei der 25. Platz in Shanghai das beste Ergebnis war.
Ab Juni 2013 spielte Schachter an der Seite des Olympiateilnehmers Josh Binstock. Binstock/Schachter gewannen das Turnier der National Volleyball League in Dallas. Als Teil der kanadischen Volleyballmannschaft nahmen die jüdischen Sportler an der Makkabiade in Israel teil und verloren dabei das Endspiel gegen die Gastgeber. Ein weiteres Finale erreichten sie beim NORCECA-Turnier in Varadero. In der kontinentalen Serie wurden sie außerdem Fünfte in Mazatlán und San José sowie Vierte in Puerto Rico. Auf der World Tour 2013 trat sie nur noch in São Paulo an, wo sie früh ausschieden.
Die World Tour 2014 begannen Binstock/Schachter mit den Fuzhou Open. Sie gewannen die NVL-Turniere in Dallas, Atlanta und Port St. Lucie. Bei der NORCECA-Serie steigerten sie sich vom dritten Rang in Manzanillo über den zweiten Platz in Huixquilucan bis zum Turniersieg in Toronto. Auf der World Tour schafften sie nach zwei schwächeren Turnieren in Long Beach und Stare Jabłonki mit dem vierten Rang in São Paulo auch ihr erstes Top-Ten-Ergebnis. Danach gelang ihnen bei den Paraná Open im Finale gegen die Chilenen Esteban und Marco Grimalt ihr erster Turniersieg in der FIVB-Serie. Auch bei den Doha Open erreichten sie das Endspiel, verloren allerdings gegen die Deutschen Holler/Schröder. Außerdem wurden sie 2014 kanadischer Meister.
Zum Auftakt der World Tour 2015 erreichten Binstock/Schachter den fünften Rang bei den Fuzhou Open. Nach zwei 17. Plätzen bei den Luzern Open und dem Moskauer Grand Slam kamen sie ins Endspiel des Major-Turniers in Poreč und mussten sich den Niederländern Brouwer/Meeuwsen geschlagen geben. Sie qualifizierten sich für die Weltmeisterschaft in den Niederlanden. Dort gelangten sie als Gruppendritte ins Achtelfinale, in dem sie gegen die US-Amerikaner Gibb/Patterson ausschieden, und belegten den neunten Platz. Das gleiche Ergebnis gab es beim folgenden Major-Turnier in Gstaad. Bei den Panamerikanischen Spielen in Toronto erreichten sie das Viertelfinale, konnten dann jedoch nicht mehr antreten, weil Schachter sich eine Verletzung am Rücken zugezogen hatte. Auf der World Tour gab es noch einen neunten Rang in Long Beach und einen 17. Platz in Olsztyn.
Bei den frühen Turnieren 2016 kamen Binstock/Schachter auf der World Tour nur zu zweistelligen Ergebnissen. Die Open-Turniere in Fuzhou, Fortaleza, Sotschi und Antalya beendeten sie dann jedoch abwechselnd auf den Plätzen fünf und neun. Bei den Cincinnati Open unterlagen sie erst im Endspiel den Brasilianern Guto/Saymon. Beim Continental Cup in Sotschi erspielten sie einen Startplatz für die Olympischen Spiele 2016 in Rio de Janeiro, den sie nach einem internen Duell gegen ihre Landsleute Pedlow/O’Gorman für sich beanspruchen konnten. Beim olympischen Turnier schieden sie allerdings sieglos nach der Vorrunde aus. Danach wurden sie beim Grand Slam in Long Beach und beim World Tour Final in Toronto jeweils Neunte, bevor sich ihre Wege trennten.
Von 2016 bis 2021 spielte Schachter mit Sam Pedlow. Zum NORCECA-Turnier im November 2016 trat er mit seinem neuen Partner an und siegte im Finale gegen die Kubaner González/Díaz. Auf der World Tour 2017 begannen Pedlow/Schachter mit zwei neunten Plätzen in Fort Lauderdale (Fünf-Sterne-Turnier) und Rio de Janeiro (vier Sterne). In Den Haag wurden sie wieder Fünfte, in Poreč Neunte und in Gstaad Fünfte. Bei der Weltmeisterschaft in Wien belegten sie Platz neun. Bei den Commonwealth Games 2018 im australischen Gold Coast gewannen Pedlow/Schachter die Silbermedaille.
Seit 2022 ist Daniel Dearing Schachters Partner auf der neugeschaffenen World Beach Pro Tour. Bei der Weltmeisterschaft 2022 in Rom erreichten Schachter/Dearing als „Lucky Loser“ nach der Gruppenphase die Hauptrunde, in der sie gegen die Esten Nõlvak/Tiisaar ausschieden. Bei Commonwealth Games 2022 im englischen Birmingham gewann Schachter mit Dearing erneut die Silbermedaille. Im gleichen Jahr standen sie zum ersten Mal gemeinsam auf der obersten Podeststufe bei den kanadischen Meisterschaften. Diesen Titel konnten sie eine Saison später erfolgreich verteidigen. Ebenfalls 2023 gewannen sie in Halifax das niederklassige Future-Turnier der World Beach Pro Tour. Bei der anschließenden Weltmeisterschaft in Tlaxcala erreichten sie als Gruppenzweite erneut die Hauptrunde, in der sie gegen die Australier Schubert/Hodges ausschieden. Ihren bis zu diesem Zeitpunkt wichtigsten gemeinsamen Sieg erkämpften die Kanadier am 23. Juni 2024, als sie im Endspiel des NORCECA-Cups die Mexikaner Juan Virgen / Ricardo Galindo bezwangen und so sich und ihrem Heimatland einen männlichen Startplatz für die Olympischen Spiele in Paris sicherten. In Paris mussten sie als Gruppendritte in die Lucky Loser Runde. Dort unterlagen sie den chilenischen Grimalt Cousins Esteban und Marco. So belegten die Nordamerikaner im Gesamtklassement den geteilten siebzehnten Platz.
Danach begann Schachter eine neue Partnerschaft mit Jonathan Pickett. Das Duo erreichte 2025 das Achtelfinale beim Elite16 in der brasilianischen Hauptstadt sowie bei den Challenger Events in Alanya und Stare Jablonki.